# Antun Linardović
Antun Linardović - Sinjanin, hrv. bh. arhitekt iz Tuzle. Napravio je nacrte za katoličku crkvu sv. Petra na Trnovcu 1871. i projektirao je pravoslavnu, Sabornu crkvu koja je građena od 1874. do 1882. godine.